# Pagai Utara
Pagai Utara (Pagai du Nord) est l'une des îles Mentawaï au large de la côte occidentale de Sumatra, en Indonésie. Elle est située au sud de l'île de Sipura et au nord de Pagai Selatan (Pagai du sud).

## Géographie
L'île est située à 134,7 km au sud de Sumatra, le point le plus élevé de l'île est de 336 mètres au-dessus du niveau de la mer. L'île mesure environ 40 km de long et jusqu'à 27 km de large et possède une superficie de 622,3 km² dont une grande partie est couverte par la forêt tropicale.
Les Mentawaï sont le peuple autochtone et au mode de vie traditionnel de l'île. La population totale de Pagai Utara atteint 14743 habitants en 2010 dont 9541 se trouvent dans le village principal du nom de Sikakap.

## Histoire
Un premier navire de la Compagnie britannique des Indes orientales atteint les îles Pagai dès 1792. À partir de Juillet 1864, Pagai du Nord fait partie des Indes orientales néerlandaises. En 1901, des missionnaires allemands établissent un poste sur la côte sud de l'île. Le premier missionnaire a été tué, et c'est seulement à partir de 1915 que le premier natif de l'île se convertit. Depuis le milieu des années 1990, les surfeurs australiens ont découvert que plusieurs îles de l'archipel, notamment Pagai du Nord, étaient bonnes pour le surf. Le tourisme est une activité encore modeste, mais croissante.

## Activité sismique
Les îles Mentawaï sont situées sur la "ceinture de feu", une zone autour de l'océan Pacifique, célèbre pour ses tremblements de terre et ses éruptions volcaniques.
Depuis le tremblement de terre au large de Sumatra en 2004, l'activité sismique dans la région est en une forte augmentation, avec deux tremblements de terre en Septembre 2007, mesurant 8,4 et 7,9 sur l'échelle de Richter, suivis d'un tsunami.
Le village de Sikakap a été utilisé comme centre pour les opérations de secours liées au Séisme du 25 octobre 2010 à Sumatra.

## Infrastructures
Seul le village principal de Sikakap possède quelques infrastructures modernes, comme l'électricité, internet, la connexion de téléphone mobile et des magasins. En matière de transport, à l'exception de quelques petits camions, il n'y a pas de voitures sur l'ensemble de l'île.